# Le Boulou
Le Boulou (Catalaans: El Voló) is een gemeente in het Franse departement Pyrénées-Orientales (regio Occitanie). De plaats maakt deel uit van het arrondissement Céret. Le Boulou telde op 1 januari 2022 5.396 inwoners.

## Bezienswaardigheden
Het belangrijkste monument van Le Boulou is zijn romaanse kerk Sainte-Marie die uit de 11e eeuw stamt. Het marmeren hoofdportaal wordt bekroond door een fries waarvan het beeldhouwwerk wordt toegeschreven aan de meester van Cabestany.

## Geografie
De oppervlakte van Le Boulou bedroeg op 1 januari 2022 14,42 vierkante kilometer; de bevolkingsdichtheid was toen 374,2 inwoners per km². De gemeente ligt in Vallespir.

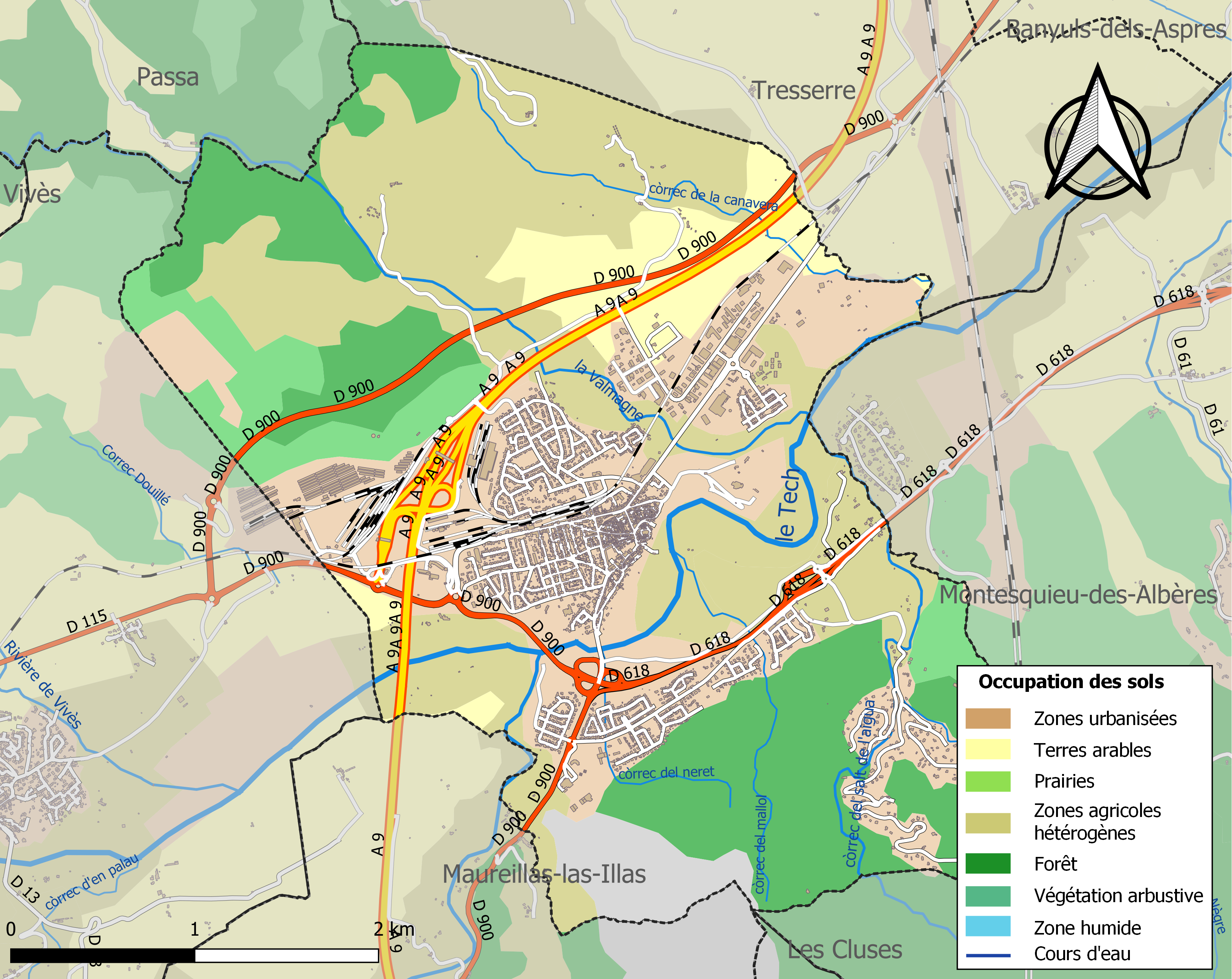
Kaart van de gemeente met de belangrijkste infrastructuur, bodemgebruik en omliggende gemeenten

## Demografie
Onderstaande figuur toont het verloop van het inwonertal (bron: INSEE-tellingen).

## Afbeeldingen

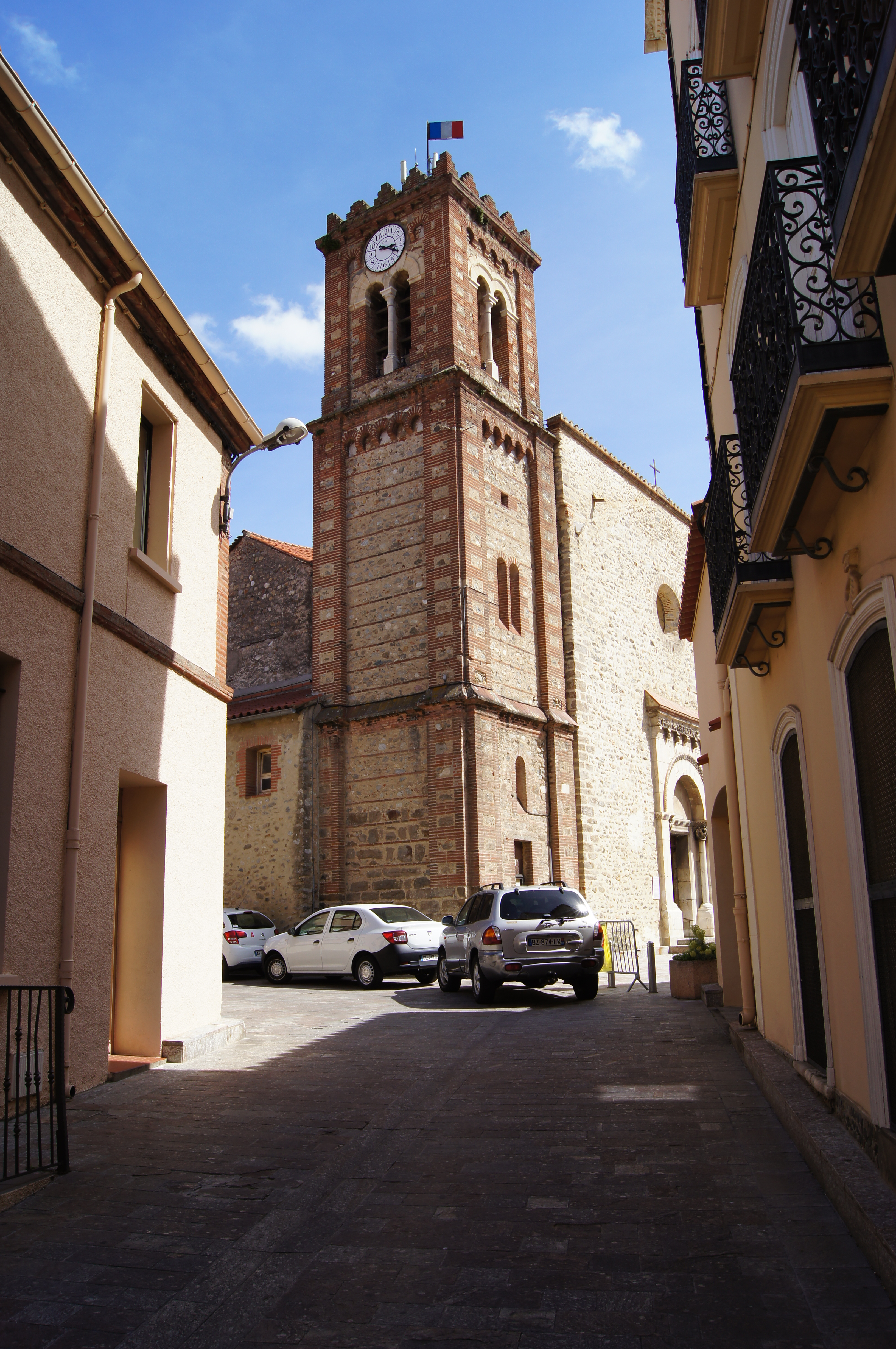
Église Sainte-Marie
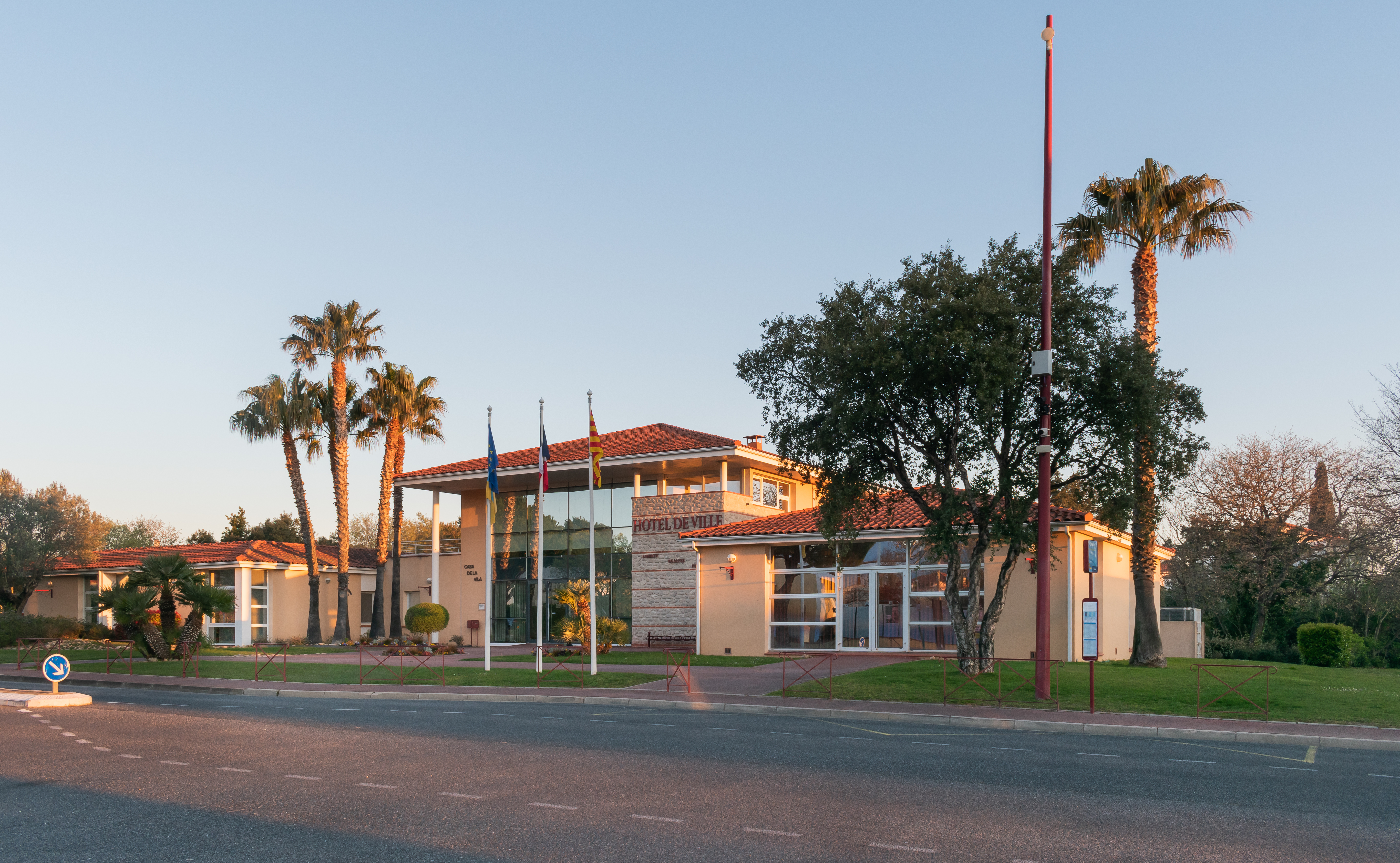
Gemeentehuis
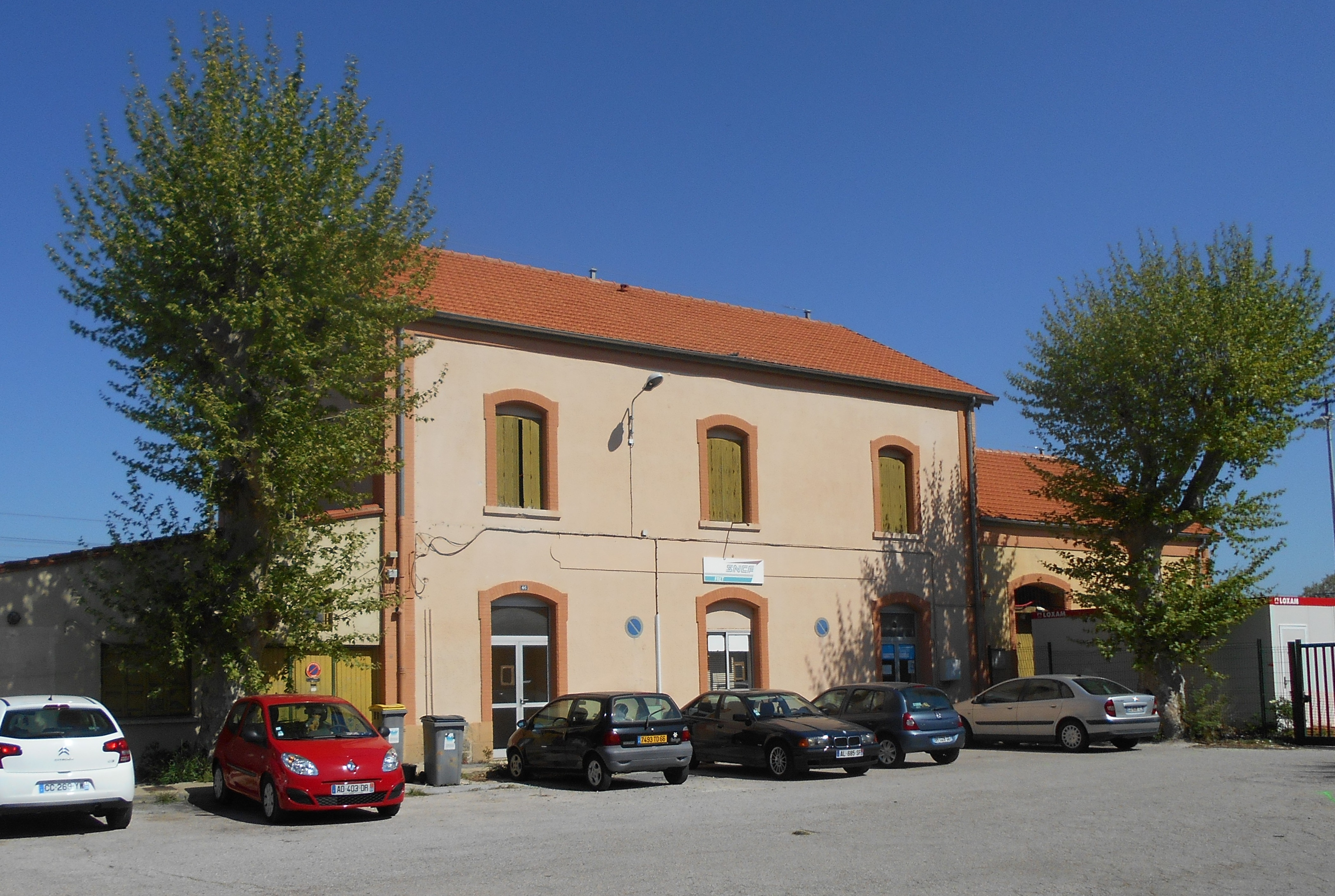
Station Boulou - Perthus